# Tata Estate
Tata Estate — индийский легковой автомобиль-универсал малого класса производства Tata Motors (ранее Tata Engineering).

## История
Первый прототип Estate появился в 1992 году. Дизайн создавался "с оглядкой" на универсалы Mercedes Benz поколения W124. В комплектацию модели могли входить электростеклоподъёмники, усилитель рулевого управления, тахометр. На разработку было потрачено 10 миллионов рупий. Производство завершилось в 2000 году.

## Особенности
Малоразмерный легковой автомобиль Tata Estate оснащался за всю историю производства 1,9-литровым дизельным двигателем Peugeot мощностью 68 л. с. при 4500 об/мин и крутящим моментом 118 Н*м при 2500 об/мин, совместно с 5-ступенчатой механической коробкой передач. Модель построена на платформе Tata X2.